# Campeonato Paulista 1963
In 1963 werd het 62ste Campeonato Paulista gespeeld voor clubs uit de Braziliaanse staat São Paulo. De competitie werd georganiseerd door de FPF en werd gespeeld van 12 mei tot 17 december. Palmeiras werd kampioen.
Het Palmeiras van Ademir da Guia, Dudu, Djalma Santos, Djalma Dias en Julinho Botelho kon de hegemonie van Santos doorbreken. Deels door het feit dat Pelé een groot deel van het seizoen geblesseerd was. Santos eindigde dit jaar met zestien punten achterstand op Palmeiras pas derde, maar wist wel opnieuw de landstitem, Copa Libertadores en intercontinentale beker te veroveren en ondanks de blessure van Pelé werd hij evenzeer voor de zevende opeenvolgende keer topschutter. 

## Eindstand
| Plaats | Club             | Wed. | W  | G  | V  | Saldo | Ptn. |
| ------ | ---------------- | ---- | -- | -- | -- | ----- | ---- |
| 1.     | Palmeiras        | 30   | 22 | 6  | 2  | 67:28 | 50   |
| 2.     | São Paulo        | 30   | 18 | 8  | 4  | 56:26 | 44   |
| 3.     | Santos           | 30   | 14 | 8  | 8  | 69:52 | 36   |
| 4.     | São Bento        | 30   | 13 | 6  | 11 | 49:48 | 32   |
| 5.     | Juventus         | 30   | 11 | 9  | 10 | 45:36 | 31   |
| 6.     | Ferroviária      | 30   | 12 | 6  | 12 | 55:47 | 30   |
| 7.     | Comercial        | 30   | 12 | 6  | 12 | 45:50 | 30   |
| 8.     | Guarani          | 30   | 13 | 4  | 13 | 48:48 | 30   |
| 9.     | Botafogo         | 30   | 12 | 5  | 13 | 51:54 | 29   |
| 10.    | XV de Piracicaba | 30   | 12 | 5  | 13 | 43:47 | 29   |
| 11.    | Corinthians      | 30   | 10 | 9  | 11 | 50:47 | 29   |
| 12.    | Portuguesa       | 30   | 9  | 10 | 11 | 38:43 | 28   |
| 13.    | Noroeste         | 30   | 10 | 5  | 15 | 39:55 | 25   |
| 14.    | Esportiva        | 30   | 7  | 9  | 14 | 36:56 | 23   |
| 15.    | Prudentina       | 30   | 6  | 7  | 17 | 35:52 | 19   |
| 16.    | Jabaquara        | 30   | 6  | 3  | 21 | 41:78 | 15   |

|  | Kampioen   |
|  | Degradatie |

### Kampioen
| Campeonato Paulista de 1963    |
| São Paulo                      |
| ------------------------------ |
| PALMEIRAS Kampioen (14° titel) |

## Topschutter
| Speler            | Speler | Goals | Club   |
| ----------------- | ------ | ----- | ------ |
| Vlag van Brazilië | Pelé   | 22    | Santos |